# Cung điện Berlin

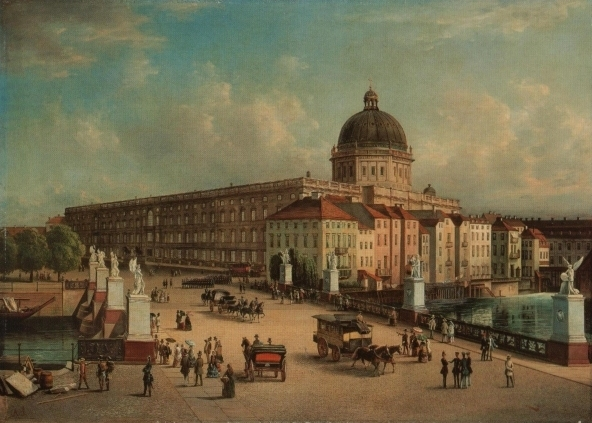
Berliner Stadtschloss (hay Stadtschloß) trong một bức tranh thế kỷ 19

Cung điện Berlin (tiếng Đức: Berliner Schloss hoặc Stadtschloss), còn được gọi là Berlin City Palace, là một tòa nhà ở trung tâm Berlin, nằm trên Đảo Bảo tàng tại Schlossplatz, đối diện công viên Lustgarten. Từ thế kỷ 15 đến đầu thế kỷ 20, Berliner Schloss là một cung điện hoàng gia và hoàng gia và chủ yếu là nơi cư ngụ chính của các đại cử tri Brandenburg, các vị vua nước Phổ và của các vị Hoàng đế Đức. Bị phá hủy bởi chính phủ Đông Đức vào những năm 1950, cung điện hiện đang được xây dựng lại, dự kiến hoàn thành vào năm 2020. Cung điện được xây dựng lại sẽ là trụ sở của Diễn đàn Humboldt, một bảo tàng về văn hóa thế giới, là một bảo tàng kế thừa của Phòng Nghệ thuật Phổ cổ, cũng nằm trong Cung điện Berlin thế kỷ 19. Diễn đàn Humboldt đã được mô tả là tương đương với Đức của Bảo tàng Anh. Nó hiện đang được xây dựng lại.
Cung điện ban đầu được xây dựng vào thế kỷ 15 và nó được thay đổi trong suốt vài thế kỷ tiếp theo. Nó mang những nét đặc trưng của phong cách Baroque, và kiến trúc của nó, được hoàn thiện vào giữa thế kỷ 18, phần lớn do kiến trúc sư người Đức Andreas Schlüter, người có thiết kế đầu tiên có từ năm 1702, mặc dù cung điện kết hợp các phần trước đó vào năm 1688 bởi Nicodemus Tessin. Nó từng là nơi cư trú của nhiều đại cử tri Brandenburg. Đây là nơi cư trú chính và nơi cư trú mùa đông của nhà Hohenzollern với tư cách vua nước Phổ từ 1701 đến 1918. Sau khi nước Đức thống nhất vào năm 1871, nó cũng trở thành nơi cư trú của các Hoàng đế Đức. Sau khi tuyên bố Cộng hòa Weimar năm 1918, cung điện đã trở thành một bảo tàng. Trong Thế chiến II, tòa nhà đã bị tàn phá nặng nề bởi các vụ đánh bom của quân Đồng minh. Mặc dù nó có thể đã được sửa chữa, cung điện đã bị phá hủy vào năm 1950 bởi chính quyền Cộng hòa Dân chủ Đức, bất chấp những lời chỉ trích. Vào những năm 1970, Cung Cộng hòa được xây dựng trên địa điểm của nó, nhưng đã bị phá hủy một cách gây tranh cãi vào năm 2008 để nhường chỗ cho việc tái thiết cung điện cũ.
Sau khi tái thống nhất nước Đức, người ta đã quyết định xây dựng lại toàn bộ bên ngoài cung điện theo phong cách ban đầu ngoại trừ phía đông. Các mặt tiền được xây dựng lại thực sự sẽ bao gồm các tác phẩm điêu khắc còn sót lại và đá của cung điện ban đầu. Nội thất sẽ hiện đại, ngoại trừ mặt tiền của một trong những tòa án được xây dựng theo phong cách ban đầu (Schlüterhof). Tuy nhiên, sơ đồ tầng đã được thiết kế để cho phép tái thiết tiềm năng trong tương lai của các phòng lịch sử đáng chú ý. Tòa nhà sẽ chứa tổ hợp bảo tàng và đại hội Humboldtforum, và dự kiến hoàn thành vào năm 2020.